# Воглер, Эльхонон
Эльхонон Воглер (идиш אלחנן וואָגלער‎ — Эльхо́нен Во́глер, настоящее имя Хонон Давидович Рожанский, в некоторых современных источниках также Эльханан Воглер; 6 августа 1906, Вильна, Российская империя — 17 марта
1969, Париж, Франция) — еврейский поэт, литературовед. Писал на идише.

## Биография
Родился 6 августа (по старому стилю) 1906 года в Вильне, в семье Давида Эльяш-Мееровича Рожанского (1868—1914) и Хаи-Фейги Иоселевны
Тавшунской (1873—1915). Отец был уроженцем Вильны, мать происходила из Эйшишек, родители поженились в Вильне 7 ноября 1895 года. Рано лишился родителей (отец умер, когда Эльхонону было семь лет, мать скончалась годом позже), поэтому воспитывался в сиротском доме Вилькомира. После возвращения в Вильну в возрасте 16 лет работал маляром. Дебют — стихотворение в варшавском журнале «שפּראָצונגען» («Шпроцунген») в 1925 году, опубликованное уже под псевдонимом Воглер («бродяга»).
Один из основателей и активных участников литературной группы «Юнг Вилне», сыгравшей значительную роль в становлении многих молодых еврейских поэтов и писателей того времени. Воглер публиковался во многих еврейских периодических изданиях, в том числе в основанной в 1934 году Алтером Кацизнэ газете просоветской направленности «Фрайнд». В 1935 году была опубликована его поэма «А блетл ин винт» («Листок на ветру»), которая отличалась необычной тематикой и необыкновенной лиричностью. В 1939 году выходит сборник стихов «Цвей берёзес афн тракт» («Две берёзы у дороги»).
Помимо поэтической деятельности Воглер также занимался литературоведением: он является автором многочисленных критических статей, в том числе, о писателях Вильно, Мойше Кульбаке, а также был членом «Ассоциации еврейских писателей и журналистов», образованной в Варшаве в 1916 году.
Во время Второй мировой войны жил в эвакуации в Казахстане, в 1947 году вернулся в Польшу, а в 1950 году уехал во Францию, где познакомился с Марком Шагалом. Жил Париже, где, приобретя репутацию поэта-затворника, поселился сразу после отъезда из Польши; скончался в 1969 году. Воспоминания о поэте оставили его сестра Сорэ Рожанский и художник Марк Шагал. Архив поэта хранится в Библиотеке Владимира Медема в Париже (La Bibliothèque Medem).

## Творчество
Лейтмотивом поэзии Воглера является непреодолимое чувство человеческого одиночества в мире хаоса, отчаяние, ностальгические воспоминания о прошлом, сопровождаемые неожиданными метафорами и яркими образами.
- Поэтические сборники: «А блетл ин винт» («Листок на ветру»), 1935; «Цвей берёзес афн тракт» («Две берёзы у дороги»), 1939[21]; «Фрилинг афн тракт» («Весна на дороге»), 1954. Эти сборники представляют собой своего рода гимн белорусской и литовской деревне[4].
- Критические литературный статьи в журналах Цукунфт (Нью-Йорк), Ди голдэнэ кейт (Тель-Авив).
- Статьи-воспоминания о «Юнг Вилне».